# 尼古拉·梅特纳
尼古拉·卡尔洛维奇·梅特纳（俄语：Никола́й Ка́рлович Ме́тнер，羅馬化：Nikoláj Kárlovič Métner，1880年1月5日—1951年11月13日)，俄罗斯作曲家，钢琴家。

## 生平
梅特纳生于俄曆1879年圣诞节。早年在莫斯科音乐学院学习作曲和钢琴，但他自认为性格不适合公开演奏，故决意成为作曲家。十月革命后，梅特纳未能立即离开苏联，1924年，在好友拉赫玛尼诺夫的帮助下他获得到北美旅行演出的机会，从此旅居国外，由于他性格内向且不善经营，未能在西方建立很高声望。1936年梅特纳定居英国。晚年梅特纳得到一名印度王公的资助，得以录下许多自己的作品。1951年逝世于伦敦。
梅特纳虽然一直活到20世纪中叶，但他始终坚持浪漫主义的创作手法。其作品在表面上类似于拉赫玛尼诺夫，但常具有更宏大的篇幅和更复杂的音响，而较为欠缺旋律性。他的作品数量不多，但在所涉猎的领域都有突出的成就，以钢琴作品最为出色，其他如长达45分钟的第三小提琴奏鸣曲“史诗”以及用奏鸣曲式写成的《奏鸣曲-练声曲》都颇具特色。

## 錄音推薦
- Maksymiuk, Jerzy. . The Romantic Piano Concerto Vol. 2. Hyperion. 1992. 66580.

## 參看
- 古典音乐作曲家列表

## 外部連結
- 互联网档案馆中尼古拉·梅特纳的作品或与之相关的作品
- 尼古拉·梅特纳的免费乐谱，由国际乐谱典藏计划提供